# Циганешти (Арђеш)
Циганешти (рум. Țigănești) насеље је у Румунији у округу Арђеш у општини Тополовени. Oпштина се налази на надморској висини од 253 m.

## Становништво
Према подацима из 2002. године у насељу је живело 416 становника, од којих су сви румунске националности.